# Castillo de los Rossi
El castillo de los Rossi (en italiano: Rocca dei Rossi se encuentra en la colina muy próxima a la población de San Secondo Parmense en el norte de Italia. Su construcción se inició en 1466 en un terreno donado a Giacomo Rossi, miembro de una de las familias más prestigiosas de Parma. La fortaleza se transformó más tarde en una lujosa mansión con una gran cantidad de hermosos frescos de los mejores artistas locales del siglo XVI. El último heredero de la familia Rossi donó el castillo a la Municipalidad de San Secondo que lo utilizó como ayuntamiento hasta 2007. La mansión está abierta y disponible para recorridos por su arquitectura y arte durante todo el año.

## Descripción
Solo el noroeste del ala y la fachada noreste han conservado la estructura del siglo XVI. Durante la última parte del siglo XIX, una gran parte del castillo fue destruida. El patio renacentista, la escalera principal, la sala de recepción y los frescos del piso noble son todo lo que queda hoy. En 1983, un terremoto causó daños considerables al edificio, lo que requirió una amplia reestructuración.
Hoy en día, se realizan visitas guiadas al castillo con regularidad con personajes con trajes históricos. En la primera semana de junio, "La Rocca" sirve como base para el tradicional Palio de San Secondo y la representación teatral del matrimonio entre Pier Maria III de Rossi y Camilla Gonzaga, originalmente celebrado el 13 de febrero de 1523.

## Artes
En el siglo XVI, el castillo de los Rossi fue decorado con un estilo extravagante, con frescos de los mejores artistas de la época, para no parecer inferior a las residencias de los nuevos señores de Parma, el  Farnesio. Los frescos de los discípulos de Giulio Romano, como Giovanni Baglione, Orazio Samacchini, Giacomo Zanguidi, Ercole Procaccini y Paganino, son los más prominentes.
Las principales obras son:
- La sala Bellerofonte. Más allá del patio y la escalera principal, esta gran sala alberga el equipamiento más importante del Palio de San Secondo. En el techo hay un fresco de Belerofonte matando a la Quimera, un monstruo con la cabeza de un león, un dragón y una cabra, que representa la lucha entre el Bien y el Mal.

Detalle de los frescos de la Sala Belerofonte'
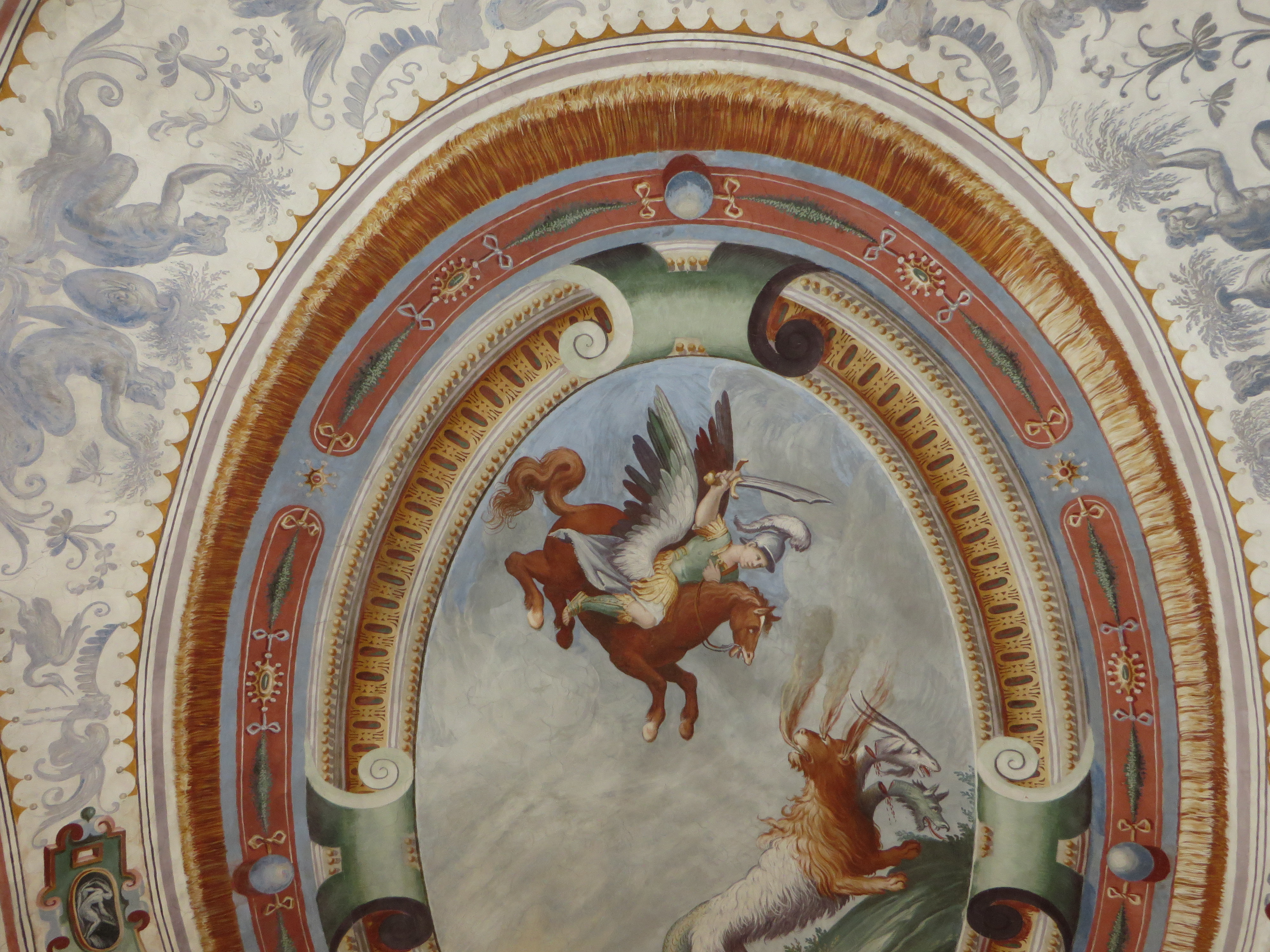
Frescos de la Sala Belerofonte.

- El Salón de la Justicia, totalmente cubierto con frescos por Baglione.

Detalle de los frescos del salón de la justicia'
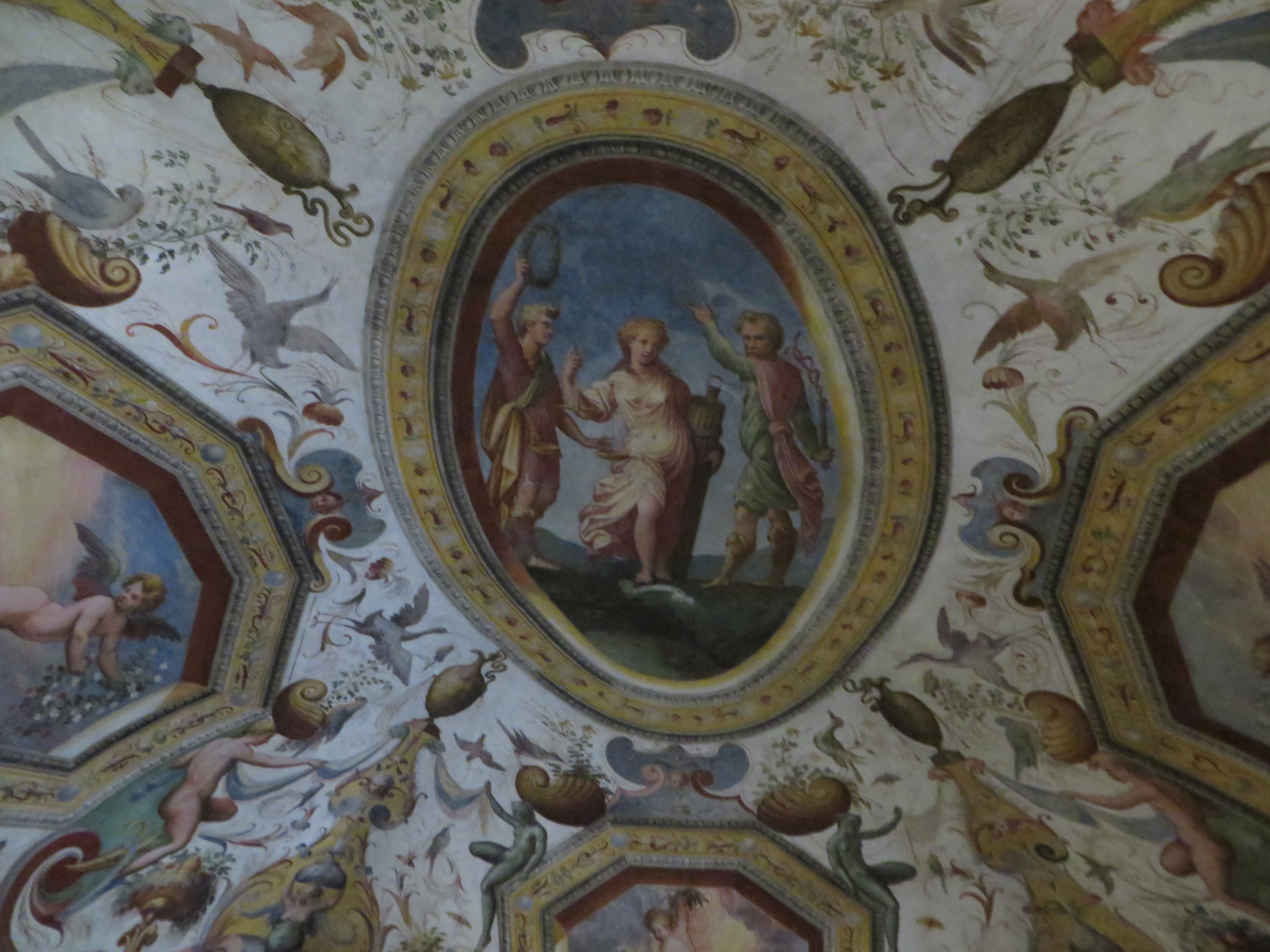
Frescos del salón de la justicia.

- La Galería Esopo y el Salón de las Fábulas con frescos que representan fábulas populares, como "El zorro y el jabalí", "El zorro y el león", "El perro y el gallo" y "El lobo y el cordero" ". Se encuentra a la derecha de la entrada al final de la escalera; en la práctica se trata de un gran pasillo en forma de L que conduce a otras habitaciones; Se representan algunas de las fábulas más famosas de Esopo, como la fábula del zorro y el jabalí y la de los burros rebuznando a Júpiter, el zorro y la máscara. Las alegorías de la sala se refieren a las luchas con el papado durante la última fase del marquesado de "Pier Maria III de 'Rossi", concomitante con la caída en desgracia de "Giovan Girolamo de' Rossi" y la consiguiente solicitud del Papa Pablo III de derribar la fortaleza. La grotesca silueta del pontífice es bien reconocible; en los grotescos destaca el escudo compuesto por los Rossi y Gonzaga y la rosa de Casa Riario en honor a la madre de "Pier Maria III", Bianca. El vestíbulo-pasillo puede estar fechado entre 1545 y 1549 y servía como pasillo de comunicación entre las distintas salas.

Detalle de los frescos de la Galería Esopo'
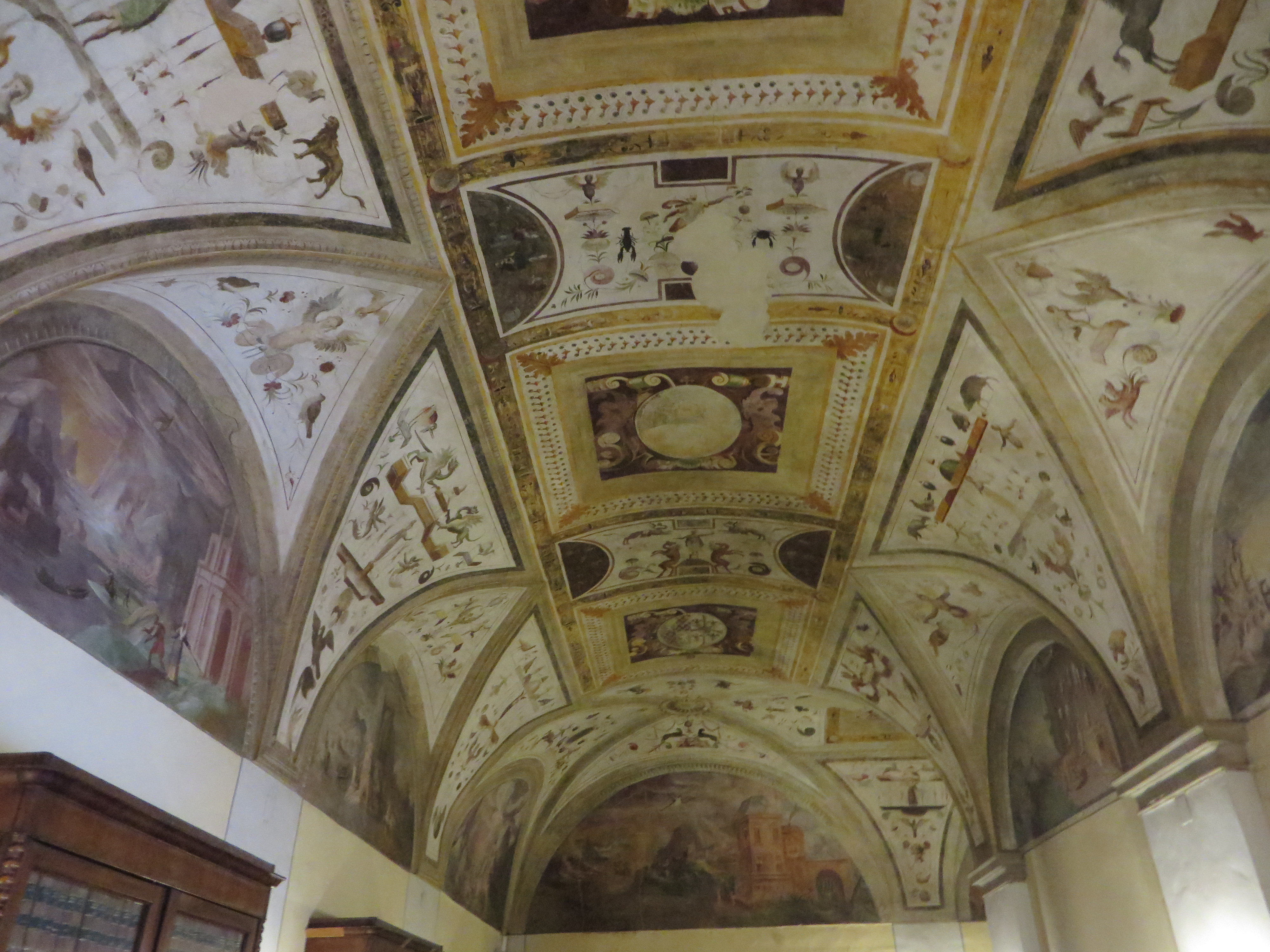
La galería de Esopo.
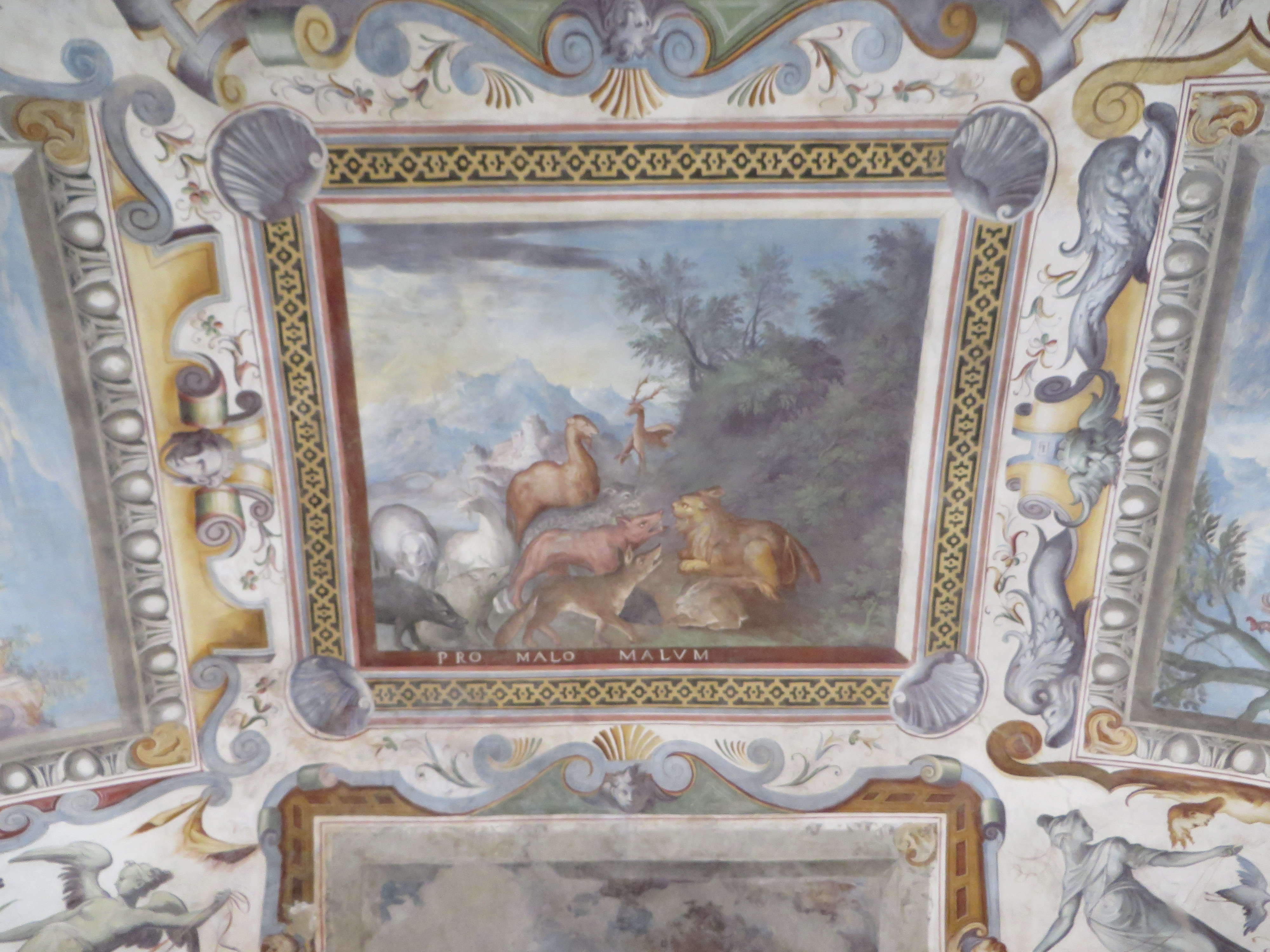
Detalle de la sala de las fábulas

- La habitación del burro dorado tiene 17 pinturas de Metamorfosis. La historia recorre la habitación desde abajo y termina en el centro de la bóveda.

Detalle de uno los frescos de la sala del burro dorado'
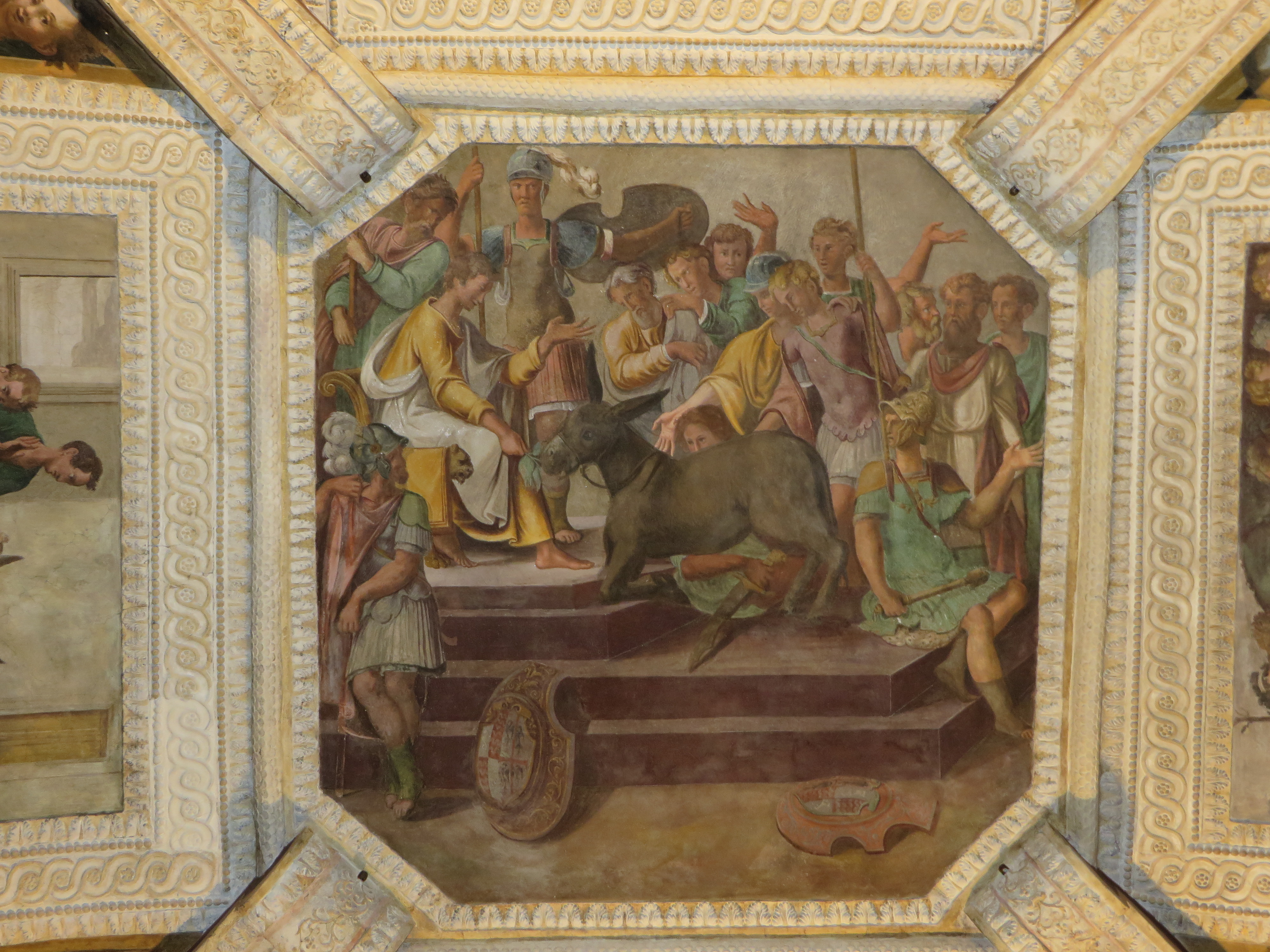
El Asino d'oro.

- El Salón de los Hechos Rossianos, los frescos de la bóveda de la "Sala delle Gesta Rossiane" en el Gran salón de recepción (20 m de largo y unos 12 m de ancho) querido por Troilo II hacia 1570 para contar la historia de la dinastía Rossi, es sin duda el entorno más valioso de toda la fortaleza, cubierto por unos 1200 m² de frescos colocados ambos en el techo y las paredes. En total, están representadas 13 empresas de la familia Rossi, que cubren un lapso cronológico de unos tres siglos:

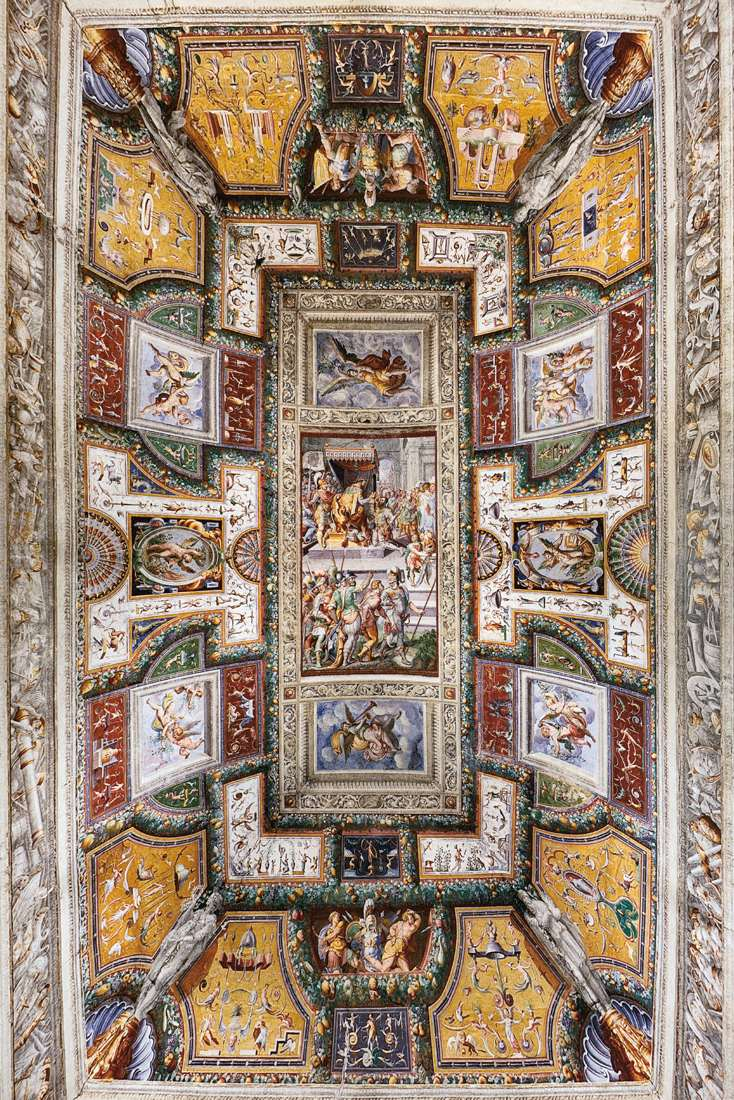
Decoración del techo del salón de los hechos Rossianos por Ercole Procaccini.

Orlando de 'Rossi, que se apresura a ayudar a Borgo San Donnino (hoy Fidenza), liberándolo del asedio de las tropas milanesas y piacentinas. El episodio decisivo de la campaña tuvo lugar el 19 de junio de 1199, cuando Orlando derrotó a sus oponentes en la margen izquierda del río Taro. La batalla se llamó San Lorenzo y culminó con la enérgica defensa del Parma Carroccio llamado "Crevacuore". El fresco da idea del ímpetu y ardor con que ambos bandos se enfrentaron ese día.

Orlando y su hermano Bertrando quienes, en alianza con Guido Lupo y Gherardo da Correggio, como sus exiliados de Parma, luchan y ganan a los imperiales en la batalla de Borghetto del Taro el 16 de junio de 1247. Las tropas imperiales, dirigidas a la batalla por el alcalde de Parma, agobiado según la tradición por un suntuoso banquete de bodas, fueron derrotados y su propio comandante fue asesinado, liberando así a Parma de Federico II de Suabia. La pintura muestra a los ganadores que se presentan bajo los muros de Parma saludados alegremente por los habitantes.

Los hermanos Giacomo y Ugolino de 'Rossi, que el 18 de febrero de 1248 abandonaron la sitiada Parma y atacaron con éxito el campamento de Vittoria, colocado por Federico II para sitiar la ciudad. El cetro y la corona imperial de Federico II se destacaron entre los muchos objetos que aportó a la audaz empresa. La ciudad de Vittoria se encontraba a dos kilómetros de Parma y era, según los planes de Federico II, la ciudad que debería haber tomado el lugar del rebelde Parma, una vez conquistada. Al final, sin embargo, fueron los imperiales los que se vieron obligados a huir. Bernardo, padre de Giacomo y Ugolino, fue asesinado al año siguiente, en un enfrentamiento con los imperiales que tuvo lugar cerca de Collecchio el 20 de marzo de 1249.

El triunfo de Ugolino de 'Rossi que regresa a Florencia después de derrotar a los habitantes de Arezzo en Campaldino y haber conquistado 42 castillos (1289). Ugolino entró en la ciudad con "palio de tela de oro sobre la cabeza". El dibujo original de este fresco existe en castillo de Windsor. Dante Alighieri participó en la batalla de Campaldino.

Rolando de 'Rossi, elegido general por el legado en Lombardía del Papa Juan XXII, que asedia Borgo San Donnino con un ejército de 3000 caballos y 10.000 infantes defendidos por Azzo Visconti, que también intentaba tomar Parma.

Pietro, Rolando y Marsilio de 'Rossi que fueron investidos en 1332 por el emperador Ludovico de los feudos del Parmesano, en presencia de los príncipes de la Liga. El fresco está parcialmente cubierto en la parte inferior por un portal de nogal montado en una fecha posterior y procedente del oratorio de la Beata Vergine del Serraglio.

Marsilio de 'Rossi que compró la ciudad de Lucca en 1333 por 35.000 florines, convirtiéndose en su vicario, después de que el rey Juan I de Bohemia se la arrebatara al déspota Américo Castracani.

Pietro de 'Rossi, hermano de Marsilio y Orlando, que en 1336 ingresó en el Senado de Venecia recibido por el dogo Francesco Dandolo y fue nombrado general de la Liga veneciana contra Mastino della Scala. Pietro condujo a las tropas venecianas, poco acostumbradas a las batallas terrestres, a conseguir numerosas victorias: tras haber derribado los muros de las salinas que formaban el casus belli, cruzó el río Brenta, tomó Padua y asedió Monselice; golpeado por una lanza en batalla, murió dos días después, el 8 de agosto de 1337. Como señal de honor y respeto por la valentía del líder, sus armas fueron exhibidas en la basílica de San Marco en Venecia.

Marsilio y su hermano Pietro que, al frente de las tropas florentinas, derrotaron a las tropas de Mastino della Scala en Cerulio el 5 de septiembre de 1336 y después de haber liberado a Lucca regresaron triunfalmente a Florencia habiendo hecho prisionero al teniente y otros comandantes de la facción contraria y habiendo capturado numerosos estandartes e insignias enemigas.